# Bermane Stiverne
Bermane Stiverne est un boxeur canado-haitien né le 1er novembre 1978 à La Plaine, Haïti.

## Carrière
Passé professionnel en 2005, il remporte le titre vacant de champion du monde des poids lourds WBC le 10 mai 2014 après sa victoire par arrêt de l'arbitre au 6e round contre l'américain Chris Arreola. Le 17 janvier 2015, il défend son titre contre l'américain invaincu Deontay Wilder mais il est battu par décision unanime des juges après 12 reprises tout comme le 4 novembre 2017 à l'occasion de leur second combat, cette fois par KO dès le premier round.

## Titres professionnels boxe anglaise

### Titres mondiaux majeurs
- Champion du monde poids lourds WBC (2014-2015)

### Titres régionaux/internationaux
- Champion poids lourds WBC Silver (2011-2014)
- Champion poids lourds WBC International (2011)
- Champion poids lourds WBC-USNBC- (2011)
- Champion poids lourds WBA-Fedelatin (2011)

## Famille
Bermane Stiverne est le cousin de l'athlète Aiyanna Stiverne.